# Canadian Soccer League 1987
La Canadian Soccer League 1987 (CSL) fue la primera edición de la máxima división del fútbol en Canadá. Los Calgary Kickers fueron los primeros campeones en la historia de la liga luego de vencer en la final por 2-1 a los Hamilton Steelers.

## Equipos participantes
- Calgary Kickers
- Edmonton Brick Men (Procedente de la Western Soccer Alliance)
- Hamilton Steelers (Procedente del fútbol amateur)
- National Capital Pioneers
- North York Rockets
- Toronto Blizzard (Procedente de la National Soccer League)
- Vancouver 86ers
- Winnipeg Fury

## Tabla de posiciones

### División del este
|  | Pos. | Equipos                   | PJ | G  | E | P  | GF | GC | Dif. | Pts. |
|  | ---- | ------------------------- | -- | -- | - | -- | -- | -- | ---- | ---- |
|  | 1    | Hamilton Steelers         | 20 | 10 | 6 | 4  | 32 | 22 | +10  | 26   |
|  | 2    | National Capital Pioneers | 20 | 7  | 9 | 4  | 22 | 15 | +7   | 23   |
|  | 3    | Toronto Blizzard          | 20 | 6  | 8 | 6  | 22 | 27 | -5   | 20   |
|  | 4    | North York Rockets        | 20 | 1  | 7 | 12 | 15 | 39 | -24  | 9    |

|  | Semifinales      |
|  | Cuartos de final |

### División del oeste
|  | Pos. | Equipos            | PJ | G  | E | P  | GF | GC | Dif. | Pts. |
|  | ---- | ------------------ | -- | -- | - | -- | -- | -- | ---- | ---- |
|  | 1    | Calgary Kickers    | 20 | 11 | 5 | 4  | 32 | 22 | +10  | 27   |
|  | 2    | Vancouver 86ers    | 20 | 9  | 3 | 8  | 37 | 27 | +10  | 21   |
|  | 3    | Edmonton Brick Men | 20 | 7  | 6 | 7  | 27 | 24 | +3   | 20   |
|  | 4    | Winnipeg Fury      | 20 | 5  | 4 | 11 | 25 | 36 | -11  | 14   |

|  | Semifinales      |
|  | Cuartos de final |

## Fase final
|  | Cuartos de final          | Cuartos de final          | Cuartos de final       |                   |   | Semifinales | Semifinales | Semifinales |  |                 | Final           | Final | Final |  |
|  |                           |                           |                        |                   |   |             |             |             |  |                 |                 |       |       |  |
|  |                           |                           |                        |                   |   |             |             |             |  |                 |                 |       |       |  |
|  |                           |                           |                        |                   |   |             |             |             |  |                 |                 |       |       |  |
|  |                           |                           |                        |                   |   |             |             |             |  |                 |                 |       |       |  |
|  |                           |                           |                        |                   |   |             |             |             |  |                 |                 |       |       |  |
|  |                           | Calgary Kickers (pró.)    | Calgary Kickers (pró.) | 4                 |   |             |             |             |  |                 |                 |       |       |  |
|  |                           |                           |                        | 4                 |   |             |             |             |  |                 |                 |       |       |  |
|  |                           |                           | Vancouver 86ers        | Vancouver 86ers   | 3 |             |             |             |  |                 |                 |       |       |  |
|  | Vancouver 86ers           | Vancouver 86ers           | Vancouver 86ers        | Vancouver 86ers   | 3 | 2           |             |             |  |                 |                 |       |       |  |
|  | Vancouver 86ers           | Vancouver 86ers           |                        |                   |   |             |             |             |  |                 |                 |       |       |  |
|  | Edmonton Brick Men        | Edmonton Brick Men        | 1                      |                   |   |             |             |             |  |                 |                 |       |       |  |
|  | Edmonton Brick Men        | Edmonton Brick Men        | 1                      |                   |   |             |             |             |  | Calgary Kickers | Calgary Kickers | 2     |       |  |
|  |                           |                           |                        |                   |   |             |             |             |  | Calgary Kickers | Calgary Kickers | 2     |       |  |
|  |                           |                           | Hamilton Steelers      | Hamilton Steelers | 1 |             |             |             |  |                 |                 |       |       |  |
|  |                           |                           | Hamilton Steelers      | Hamilton Steelers | 1 |             |             |             |  |                 |                 |       |       |  |
|  |                           |                           |                        |                   |   |             |             |             |  |                 |                 |       |       |  |
|  |                           |                           |                        |                   |   |             |             |             |  |                 |                 |       |       |  |
|  |                           | Hamilton Steelers         | Hamilton Steelers      | 1                 |   |             |             |             |  |                 |                 |       |       |  |
|  |                           |                           |                        | 1                 |   |             |             |             |  |                 |                 |       |       |  |
|  |                           |                           | Toronto Blizzard       | Toronto Blizzard  | 0 |             |             |             |  |                 |                 |       |       |  |
|  | National Capital Pioneers | National Capital Pioneers | Toronto Blizzard       | Toronto Blizzard  | 0 | 1           |             |             |  |                 |                 |       |       |  |
|  | National Capital Pioneers | National Capital Pioneers |                        |                   |   |             |             |             |  |                 |                 |       |       |  |
|  | Toronto Blizzard (pró.)   | Toronto Blizzard (pró.)   | 2                      |                   |   |             |             |             |  |                 |                 |       |       |  |
|  | Toronto Blizzard (pró.)   | Toronto Blizzard (pró.)   | 2                      |                   |   |             |             |             |  |                 |                 |       |       |  |
|  |                           |                           |                        |                   |   |             |             |             |  |                 |                 |       |       |  |

| Bandera de Canadá                 |
| Campeón Calgary Kickers 1° título |

## Goleadores
| Jugador         | Equipo            | Goles |
| --------------- | ----------------- | ----- |
| Nick Gilbert    | Calgary Kickers   | 10    |
| Domenic Mobilio | Vancouver 86ers   | 9     |
| Željko Adžić    | Hamilton Steelers | 8     |